# Paolo Conte Bonin
Paolo Conte Bonin (* 9. Februar 2002 in Thiene) ist ein italienischer Schwimmer, der eine Bronzemedaille bei Olympischen Spielen gewann. Bei Weltmeisterschaften erhielt er bis 2024 eine Silbermedaille auf der 50-Meter-Bahn sowie eine Goldmedaille, eine Silbermedaille und zwei Bronzemedaillen auf der 25-Meter-Bahn.

## Sportliche Karriere
Conte Bonin schwimmt für Fiamme Oro, das Sportteam der Polizia di Stato.
Bei den Juniorenweltmeisterschaften 2019 gewann Conte Bonin zwei Bronzemedaillen mit der 4-mal-100-Meter-Freistilstaffel und mit der 4-mal-100-Meter-Mixed-Freistilstaffel, wobei er in beiden Fällen nur im Vorlauf eingesetzt wurde.
Ende 2022 bei den Kurzbahnweltmeisterschaften in Melbourne siegten Alessandro Miressi, Paolo Conte Bonin, Leonardo Deplano und Thomas Ceccon in der 4-mal-100-Meter-Freistilstaffel mit neuem Weltrekord mit fast zwei Sekunden Vorsprung vor den Australiern. Im Vorlauf war Manuel Frigo für Ceccon geschwommen. In der 4-mal-50-Meter-Freistilstaffel siegten die Australier mit 0,04 Sekunden Vorsprung auf Miressi, Deplano, Ceccon und Frigo, hier war Conte Bonin nur im Vorlauf dabei. In der 4-mal-200-Meter-Freistilstaffel wurden Matteo Ciampi, Thomas Ceccon, Alberto Razzetti und Paolo Conte Bonin Dritte. Frigo erhielt eine Bronzemedaille für seinen Einsatz im Vorlauf. In der 4-mal-100-Meter-Lagenstaffel schließlich schwammen im Vorlauf Thomas Ceccon, Simone Cerasuolo, Alberto Razzetti und Paolo Conte Bonin die drittschnellste Zeit. Im Endlauf schlug die italienische Staffel mit Lorenzo Mora, Nicolò Martinenghi, Matteo Rivolta und Alessandro Miressi als Dritte an.
2023 konnte sich Paolo Conte Bonin nicht für das Weltmeisterschaftsteam qualifizieren. Bei den 2023 nachgeholten Summer World University Games 2021 gewann er Bronze mit der 4-mal-100-Meter-Freistilstaffel und Silber mit der 4-mal-100-Meter-Mixed-Freistilstaffel.
Im Februar 2024 bei den Weltmeisterschaften in Doha schwamm die 4-mal-100-Meter-Freistilstaffel mit Lorenzo Zazzeri, Paolo Conte Bonin, Leonardo Deplano und Alessandro Miressi die zweitschnellste Vorlaufzeit. Im Endlauf waren Alessandro Miressi, Lorenzo Zazzeri, Paolo Conte Bonin und Manuel Frigo fast eine Sekunde schneller als die Vorlaufstaffel und gewannen Silber hinter den Chinesen und vor dem Quartett aus den Vereinigten Staaten.
Fünf Monate nach den Weltmeisterschaften bei den Olympischen Spielen in Paris schwamm die 4-mal-100-Meter-Freistilstaffel mit Lorenzo Zazzeri, Leonardo Deplano, Paolo Conte Bonin und Manuel Frigo die sechstbeste Vorlaufzeit. Im Endlauf waren Alessandro Miressi, Thomas Ceccon, Paolo Conte Bonin und Manuel Frigo über zwei Sekunden schneller als die Vorlaufstaffel und schlugen als Dritte an hinter der US-Staffel und den Australiern.